# Eduardo Santos Itoiz
Eduardo Santos Itoiz (Pamplona, 20 de noviembre de 1973) es un abogado, profesor universitario y político español. Fue consejero de Justicia y Políticas Migratorias del Gobierno de Navarra entre 2019 y 2023, bajo la presidencia de María Chivite, así como diputado por Navarra en el Congreso durante las XI y XII legislaturas.

## Biografía
Eduardo nació el 20 de noviembre de 1973, en Pamplona, España.
Es licenciado en Derecho, por la Universidad de Navarra y experto universitario en Mediación y Orientación familiar por la UNED.
Ha trabajado como abogado, mediador y profesor asociado de Derecho Penal y Penitenciario en la Universidad Pública de Navarra.

### Vida política
En las elecciones de 2015 fue elegido parlamentario foral en Navarra por la candidatura de Podemos, cargo que dejó en diciembre del mismo año al ser elegido diputado por la circunscripción de Navarra en el Congreso español, siendo reelegido en 2016. En 2017 fue elegido secretario general de Podemos en Navarra, sustituyendo en el cargo a Laura Pérez. El 7 de agosto de 2019 es nombrado consejero de Políticas Migratorias y Justicia del Gobierno de Navarra.